# Camp de concentration de Berga

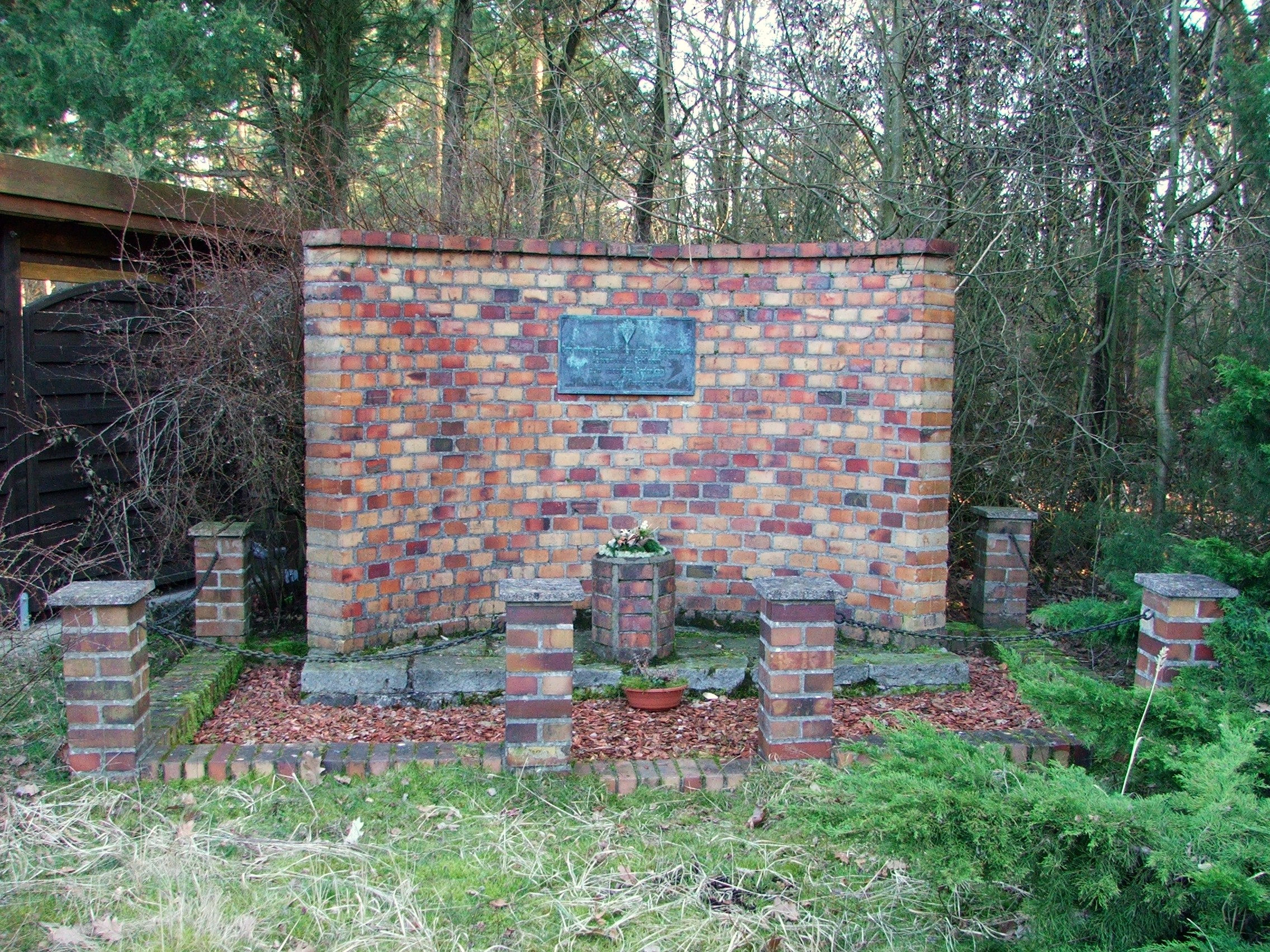
Monument aux prisonniers du camp de concentration de Schlieben-Berga

Berga an der Elster est un camp satellite de Buchenwald. Le camp de travail de Berga était situé dans la banlieue de Schlieben. Les prisonniers étaient issus du camp de concentration de Buchenwald ainsi que d'un camp de prisonniers de guerre, le Stalag IX-B (en) (ce qui contrevient aux conditions de la Troisième Convention de Genève et de la Première conférence de La Haye).
De nombreux prisonniers sont morts à cause de la malnutrition, de maladies (y compris des affections respiratoires, après avoir inhalé la poussière des tunnels percés aux explosifs) et des brutalités ; 73 prisonniers de guerre américains y ont perdu la vie,.
Ce camp s'inscrit dans un programme allemand secret d'exploitation de l'hydrogénation pour transformer le lignite en carburant pour les chars, les avions et d'autres unités mécaniques. Toutefois, le camp visait également à appliquer le Vernichtung durch Arbeit (« extermination par le travail ») et les détenus sont délibérément livrés à des travaux si pénibles qu'ils en meurent, du fait d'un régime inhumain de travail et de vie, ce qui provoque leur famine. Cet objectif secondaire d'extermination est poursuivi jusqu'à la fin de la Seconde Guerre mondiale : les prisonniers sont soumis à des marches de la mort afin de les soustraire à l'avancée des Alliés.
Les prisonniers de guerre sont forcés de travailler, avec les autres détenus du camp de concentration, pour creuser 17 tunnels afin d'y aménager une usine de munitions souterraine ; certains tunnels sont à quarante-cinq mètres de profondeur. En raison de ce régime cruel, de la malnutrition et du froid, ainsi que des brutalités, 47 prisonniers sont morts.
Le 4 avril 1945, les 300 Américains rescapés du camp sont forcés de quitter le camp à marche forcée devant l'avance des troupes américaines. Après deux semaines et demie de marche, ils sont libérées. Au cours de cette marche, 36 autres Américains sont morts.

### Documentation
- J.C.F. "Hans" Kasten, « Personal Narrative: Johann Carl Friedrich Kasten IV », sur Library of Congress : Veterans History Project, 2012 (consulté le 20 mai 2012)